# Sewanee Fire Lookout Tower
La Sewanee Fire Lookout Tower est une tour de guet du comté de Franklin, dans le Tennessee, aux États-Unis. Située sur une éminence du plateau de Cumberland, elle a été construite en 1933. Elle est inscrite au Registre national des lieux historiques depuis le 31 mars 2015.